# Франтішек Масарович
Франтішек Масарович (словац. František Masarovič, 4 жовтня 1908 — 30 березня 1998) — чехословацький та словацький футболіст, нападник.

## Кар'єра гравця
Розпочав грати у футбол в клубі «Рапід» (Трнава) (тепер — «Спартак»), звідки 1932 року перейшов у «Братиславу» (тепер — «Слован»). Трнавські чиновники не погоджувалися з переходом, через що цим питанням змушені були займатись керівні органи Західно-Словацького футбольного повіту, що вважається виникненням суперництва між «Спартаком» і «Славією».
З «Братиславою» він виграв у сезоні 1934/35 Словацько-Підкарпатський дивізіон і вийшов до вищої ліги Чехословаччини. Він також був автором першого голу «Братислави» у вищому дивізіоні, який він забив у дебютному матчі команди, в неділю, 18 серпня 1935 року в Братиславі, на 14 хвилині відкривши рахунок матчу з клубом "Жиденіце (1:1).
Останній матч вищому дивізіоні провів у неділю 14 листопада 1937 року проти «Пардубіце», (3:0). Протягом трьох сезонів у Першій лізі він зіграв 57 матчів, в яких забив тринадцять голів.
Під час Другої світової війни також грав за «Глоговець» у чемпіонаті незалежної Словаччини.
Помер 30 березня 1998 року. Похований у Братиславі.

## Статистика виступів у Першій лізі
| Сезон                | Ігор | Голів | Хвилини | Клуб         |
| -------------------- | ---- | ----- | ------- | ------------ |
| 1935/36              | 26   | 9     | 2 340   | «Братислава» |
| 1936/37              | 22   | 4     | 1980    | «Братислава» |
| 1937/38              | 9    | 0     | 810     | «Братислава» |
| Всього у Першій лізі | 57   | 13    | 5 130   |              |